# Unione di comuni Montana Lunigiana
L'Unione di Comuni Montana Lunigiana è un'unione di comuni della Toscana, in provincia di Massa e Carrara, formata dai comuni di: Aulla, Bagnone, Casola in Lunigiana, Comano, Filattiera, Fivizzano, Fosdinovo, Licciana Nardi, Mulazzo, Podenzana, Tresana, Villafranca in Lunigiana e Zeri. Ha sostituito la Comunità Montana Lunigiana, soppressa dalla Regione Toscana il 31 dicembre 2011.